# Pequeño Albert
El experimento del Pequeño Albert es una demostración empírica del procedimiento de condicionamiento clásico realizada por John B. Watson y su colaboradora Rosalie Rayner, en la Universidad Johns Hopkins.

## Objetivos
Según describen Watson y Rayner (1920), los objetivos de este experimento eran:
1. ¿Puede condicionarse a un niño para que le tema a un animal que aparece simultáneamente con un ruido fuerte?
2. ¿Se transferirá tal miedo a otros animales u objetos inanimados?
3. ¿Cuánto persistirá tal miedo? No lo sabremos hasta finalizar el experimento con el pequeño Albert.

## Metodología
Se seleccionó a un niño sano de nueve meses, Albert, para el experimento. Se le examinó para determinar si existía en él un miedo previo a los objetos que se le iban a presentar (animales con pelo), examen que fue negativo. Sí se identificó un miedo a los sonidos fuertes (como el producido al golpear una lámina metálica con un martillo fuertemente).
El experimento se inició cuando Albert tenía 11 meses y tres días. El diseño era presentarle al pequeño Albert una rata blanca y al mismo tiempo un ruido fuerte (golpeando una barra detrás de la cabeza del niño). Después de varios ensayos, el niño sollozó ante la presencia de una rata, y luego mostró generalización del estímulo ante bloques, un perro, lana, un abrigo, etc.
```
    EI (ruido)  -----------> RI (llanto)
    
    EN (objeto blanco) 
     
    EC (objeto blanco) ----> RC (llanto)
```

No llegó a implementarse una segunda fase del experimento, que consistiría en estudiar la forma de quitar el miedo condicionado. Algunas versiones atribuyen esta interrupción a que la madre, una nodriza que trabajaba en el Hogar para Niños Inválidos Harriet Lane y también en la Phipps Clinic dependiente de la Universidad Johns Hopkins, que era en donde Watson llevaba a cabo sus experimentos, retiró al niño de la serie de experimentos. Otras señalan que Watson sabía de cuánto tiempo dispondría desde el comienzo, con lo cual no se explica la falta de previsión.
Es importante señalar que el experimento del pequeño Albert no se podría realizar hoy en día en psicología por considerarlo contrario a la ética de la experimentación científica.

## Identificando al Pequeño Albert
De acuerdo con algunos libros, la madre de Albert trabajó en el mismo edificio que Watson y no sabía que los test estaban siendo conducidos. Cuando se enteró, se llevó a Albert y se mudaron, sin decirle a nadie a dónde se iban. Un reporte de 2009, sin embargo, cuestiona eso. El reporte original había declarado que la madre del bebé era una ama de crianza del hospital, quien pudo haberse sentido coaccionada, sin poder rechazar la solicitud de que su bebé fuera usado en el experimento de Watson.

### Douglas Merritte
En 2009, los psicólogos Hall P. Beck y Sharman Levinson publicaron un artículo en el que claman haber descubierto la verdadera identidad de "Albert B." Después de examinar la correspondencia y publicaciones de Watson, así como revisar documentos públicos (como el censo de Estados Unidos de 1920 y registros estatales de nacimiento y muerte), Beck argumentó que "Albert B." era un pseudónimo para Douglas Merritte, el hijo de Arvilla Merritte, una mujer que parece fue una ama de crianza en el Harriet Lane Home.
Se descubrió posteriormente que Douglas Merritte tenía hidrocefalia, lo que fue causa de su muerte a los 6 años de edad. Con esta condición (una acumulación de fluido cerebroespinal en el cerebro), Merritte pudo haber tenido severos problemas de visión al momento del experimento, y esto disputa la afirmación de que el niño en cuestión era promedio y saludable. De acuerdo a investigadores que revisaron el caso años posteriores, si Douglas Merritte era, efectivamente, el Pequeño Albert, sus acciones durante las sesiones de condicionamiento se alinean con signos de deterioro neurológico. Esto incluye la acción del Pequeño Albert de usar sus manos como cucharas, en vez de gestos de agarre típicos de su edad, así como pobres habilidades de escaneo visual y su falta de expresiones faciales. Otra investigación ha argumentado, sin embargo, que Douglas Merritte pudo no haber sido el "Pequeño Albert", quien pudo de hecho haber sido el joven William Barger.

### William Barger
La identidad afirmada por Beck, Levinson y Irons ha sido refutada por los investigadores de psicología Russ Powell y Nancy Digdon, quienes ofrecieron una identidad alternativa basados en datos disponibles. William Barger había nacido con un día de diferencia de Merritte, era conocido por amigos y familia como "Albert", el cual era su segundo nombre, y su madre también había trabajado en el hospital donde se condujo el experimento. Además, su tamaño y condiciones de desarrollo coincidían mucho más con la documentación sobre las condiciones del bebé sujeto.
Mediante un genealogista profesional, los investigadores se enteraron de que Barger murió en 2007 a los 87 años de edad, e identificaron a un familiar cercano vivo, una sobrina. En una entrevista, la sobrina de Barger declaró que ella y su tío fueron bastante cercanos durante toda su vida, reconoció la antipatía de Barger hacia los perros como algo bien sabido, algo con lo que bromeaban los miembros de su familia, especialmente su esposa (los investigadores notaron que no había forma de determinar si este comportamiento estaba conectado con el experimento de Watson). También informó a los investigadores sobre la aversión de su tío por los animales en general, no sólo por los perros. Si bien no era una aversión particularmente fuerte, los miembros de la familia tenían que mantener a los perros en una habitación separada cuando él los visitaba. Fuera de esto, la sobrina de Barger declaró que no recuerda ninguna otra fobia que hubiera podido tener. Los investigadores concluyeron que Barger no habría sido consciente de su papel como sujeto de prueba infantil en un experimento.

## Douglas Merritte
Douglas Merritte fue identificado como el niño conocido como "Pequeño Albert" en el famoso experimento de condicionamiento del miedo realizado por John B. Watson y Rosalie Rayner en 1920.
Murió a los 6 años de una hidrocefalia congénita, aunque otras fuentes afirman que era a consecuencia de una meningitis.

### Hallazgos clave
- En 2009, los psicólogos Hall P. Beck y Sharman Levinson publicaron un artículo afirmando que "Albert B.", el pseudónimo utilizado por Watson, era en realidad Douglas Merritte, hijo de Arvilla Merritte, una mujer que trabajaba como niñera en el Harriet Lane Home del hospital donde se realizó el experimento.

- Se descubrió posteriormente que Douglas Merritte sufría de hidrocefalia desde su nacimiento, una condición neurológica que causó su muerte a los 6 años de edad. Esto contradice la afirmación de Watson de que Albert era un niño sano y promedio.

- La evidencia sugiere que Watson conocía la condición neurológica de Douglas pero la ocultó deliberadamente, lo que plantea serias preocupaciones éticas sobre el experimento.

- Sin embargo, en 2014 se presentó evidencia de que "Albert B." podría haber sido en realidad William Barger, un niño nacido el mismo día que Merritte y cuya madre también trabajaba en el hospital. Esto ha generado un debate continuo sobre la verdadera identidad de Pequeño Albert.

En resumen, aunque la identidad exacta sigue siendo debatida, la evidencia más sólida apunta a que Douglas Merritte, un niño con una condición neurológica grave, fue el sujeto del polémico experimento de Watson, lo que plantea importantes cuestionamientos éticos.